# Малошиці (Лодзинське воєводство)
Малошиці (пол. Małoszyce) — село в Польщі, у гміні Посвентне Опочинського повіту Лодзинського воєводства.
Населення — 231 особа (2011).
У 1975—1998 роках село належало до Пйотрковського воєводства.

## Демографія
Демографічна структура станом на 31 березня 2011 року:
|          | Загалом | Допрацездатний вік | Працездатний вік | Постпрацездатний вік |
| -------- | ------- | ------------------ | ---------------- | -------------------- |
| Чоловіки | 112     | 21                 | 80               | 11                   |
| Жінки    | 119     | 21                 | 72               | 26                   |
| Разом    | 231     | 42                 | 152              | 37                   |